# میلوود (پنسیلوانیا)
میلوود (به انگلیسی: Millwood) یک منطقهٔ مسکونی در ایالات متحده آمریکا است که در شهرستان وستمورلند، پنسیلوانیا واقع شده‌است. میلوود ۵۶۶ نفر جمعیت دارد و ۳۶۲٫۱۱ متر بالاتر از سطح دریا واقع شده‌است.